# Bolivar Gio Granno
Bolivar Gio Granno (né le 24 avril 2011) est un étalon Anglo-arabe français de complément, de robe baie, monté en concours complet d'équitation par le cavalier italien Stefano Brecciaroli (en). Il participe aux Jeux olympiques de Tokyo en 2021. 

## Histoire
Il naît le 24 avril 2011, à l'élevage de Jean Blanc, à Montdurausse, en France. Son éleveur, originaire de Villebrumier, a acquis sa première jument poulinière en 1977 à l'hippodrome de la Cépière, et élève surtout des bovins de race Blonde d'Aquitaine.
Le poulain est vendu à l'âge de 4 ans par son éleveur et connaît dès lors plusieurs propriétaires. Bolivar Gio Granno est classé excellent lors de la finale des jeunes chevaux de concours complet de 6 ans.
Il participe au concours d'Avenches en juin 2021.

### Participation aux Jeux olympiques de Tokyo 2020
Sélectionné parmi l'équipe italienne de concours complet, il participe avec Stefano Brecciaroli (en) aux Jeux olympiques d'été de 2020 à Tokyo, mais est éliminé.

## Description
Bolivar Gio Granno est un étalon de robe baie, inscrit au stud-book de l'Anglo-arabe français. Il mesure 1,68 m à l'âge de trois ans.

## Palmarès
Il atteint un indice de concours complet (ICC) de 139 en 2016.

## Origines
C'est un fils de l'étalon Oldenbourg Gio Granno. Sa mère Native de Sautussan est une fille de l'étalon Anglo-arabe français Faalem.